# 중부내륙순환열차
중부내륙순환열차(中部內陸循環列車)는 한국철도공사 주관으로 영동선, 중앙선, 충북선을 왕복하는 관광열차로 중부내륙권 누리로로 사용되던 한국철도공사 200000호대 간선 전기 동차를 개조 후 사용하며 새마을호 특실 등급으로 운행했었다. O-Train(오트레인)이라는 별칭을 가지고 있으며 열차의 이미지가 다람쥐를 닮았다 하여 다람쥐 열차라 애칭하기도 한다. 두 편성이 운행되었으나 태백선 열차 충돌 사고로 한 편성이 반파되어, 폐차함으로써 한 개의 편성이 운행되었다. 2020년 8월 19일 기준, 이 열차를 대체할 목적으로 동해산타열차가 운영중이다.

## 개요
기존의 환상선 눈꽃순환열차를 정기 열차화하여 2013년 4월 12일부터 운행을 시작하였다. 이 열차는 중부내륙권 백두대간의 아름다운 자연 경관을 끼고 순환 운행하는 대한민국 4계절을 디자인한 관광열차로 국토의 허리라 불리는 백두대간을 넘나들며 영동선, 중앙선, 충북선 구간을 둘러보는 열차이다. 원래는 4량 2편성이 존재하였으나 이 중 1편성은 2014년 7월에 발생한 문곡역 태백선 열차 추돌 사고로 운행이 전면 중지되었다. 양쪽 선두차량을 에코실로, 2호차를 카페실로, 3호차를 가족실로 각각 개조하여 운행한다. 총 좌석은 205석으로 별칭인 O-Train에서 O는 One의 약자로 순환을 상징하는 모양을 지니고 있으며 중부내륙권 을 하나로 잇는 순환열차를 의미한다.

## 과거 운행구간
2016년 7월 16일 운행 시간표 개정 당시 기준으로 서울역에서 출발하여 영등포역, 수원역, 천안역, 오송역, 청주역, 충주역을 경유하여 제천역 도착 후 단양역 ~ 풍기역 ~ 영주역 ~ 봉화역 ~ 춘양역 ~ 분천역 ~ 양원역 ~ 승부역 ~ 철암역 방향으로 1회 왕복 운행하며, 한때는 서울역 시종착이 아닌 수원역 시종착 열차였다. 분천역, 승부역, 철암역에서는 백두대간협곡열차와 연계되며 당시 수원역 ~ 철암역구간 운행 시 평균 5시간 10분, 제천역 ~ 철암역구간 운행 시 평균 2시간 46분이 각각 소요되었으며 매주 월요일에는 운행하지 않았다.
2015년 6월 2일부터 중부내륙순환열차 운행이 중지된 청량리역 ~ 제천역 ~ 영월역 ~ 민둥산역 구간은 현재 정선아리랑열차로 대체 이용이 가능하다. 다만 민둥산역(구.증산역)에서 태백선과 분기되는 정선선 열차 운행계통이기 때문에 추전역으로는 열차가 경유하지 않는다.

## 연혁
- 2013년 4월 12일: 운행 개시. 서울 ↔ 청량리 ↔ 제천 ↔ 태백 ↔ 영주 ↔ 제천 및 서울 ↔ 청량리 ↔ 제천 ↔ 영주 ↔ 태백 ↔ 제천의 양 방향 순환 노선이 운행하였다.
- 2013년 5월 17일: 수원 ↔ 오송 ↔ 제천 → 영주 → 태백 → 제천순환 계통 운행 개시. 서울 발은 서울 ↔ 청량리 ↔ 제천 → 태백 → 영주 → 제천순환으로 변경되었다.
- 2014년 5월 1일 ~ 8월 17일: 수원 발 운행 계통 충주역 임시 정차.
- 2014년 8월 18일: 태백선 열차 충돌 사고로 수원 발 운행 계통이 운행을 중지하였다.
- 2014년 10월 1일: 서울 발 운행 계통이 영주 → 제천을 폐지하고 서울 ↔ 제천 ↔ 태백 ↔ 영주를 왕복으로 운행하도록 노선을 변경하였고, 원주역에 정차하게 되었다.
- 2015년 6월 2일: 정선아리랑열차와의 노선 중복을 해소하기 위해 서울 ↔ 수원 ↔ 오송 ↔ 제천 ↔ 영주 ↔ 철암으로 노선 변경.
- 2016년 5월 16일: 수원 ↔ 오송 ↔ 제천 ↔ 영주 ↔ 철암으로 노선 단축. 서울 ↔ 수원 구간 운행 중지
- 2016년 7월 16일: 서울 ↔ 수원 구간 운행 재개
- 2016년 7월 27일: 팬터그래프 파손으로 인하여 7월 28일 ~ 7월 30일까지 무궁화호 열차로 차량 변경 운행
- 2020년 2월 3일: 운행 중지
- 2020년 8월 19일: 동해산타열차 운행 개시에 의한 중부내륙순환열차 폐지

## 상품 가격

### 나드리 패스
2,3일권 패스를 발권하며 자유입석권은 2일권은 50,000원, 3일권은 70,000원이나, 좌석지정권은 2일권 70,000원, 3일권은 100,000원이다.. 나드리 패스를 구입하면, 이 열차 뿐 아니라 일반열차 새마을호는 물론 무궁화호 특실까지 좌석을 지정하여 승차할 수 있다. 이 열차는 물론 백두대간협곡열차, 남도해양관광열차, 평화열차, 정선아리랑열차, 서해금빛열차도 이용할 수 있다. 다만, 열차 좌석이 완전 매진된 경우에는 패스를 갖고 입석으로 탑승 가능하며 승무원에게 패스를 제시하면 자유석으로 안내를 받을 수 있다..
2017년 7월 1일부터 판매가 중단되었다.